# Dioptria
A dioptria a lencséket és a görbült felszínű tükröket jellemző fizikai mennyiség. Értéke egyenlő az adott lencse illetve tükör méterben mért fókusztávolságának reciprokával. A m−1 dimenziójú mennyiség jele: D, vagy DPT.
Tehát {\displaystyle D={\frac {1}{f(m)}}}, ahol {\displaystyle f} a lencse illetve a tükör fókusztávolsága.
Az Európai Unió szabványai szerint a dioptria nem csak egyszerű lencsék és tükrök, hanem összetett optikai rendszerek törőerejének mérésére is használható. Ilyen rendszer lehet több optikai elemből álló tükör- illetve lencserendszer vagy a szem is.
Az elnevezés Johannes Kepler  1611-ben megjelent Dioptrice című könyvében fordul elő először, amiben a lencsékkel történő leképezést tárgyalta. A lencsék törőképességének jellemzésére a dioptria bevezetését később Ferdinand Monoyer francia orvos javasolta 1872-ben.

## Lencsék, lencserendszerek
A fókusztávolság definíciójából eredően a gyűjtőlencsék (és a homorú tükrök) törőereje pozitív, a szórólencséké (és a domború tükröké) negatív.
A vékony lencsékre érvényes geometriai modellen alapuló közelítést alkalmazva megmutatható, hogy az {\displaystyle R_{1}} és {\displaystyle R_{2}} görbületi sugarú, és {\displaystyle n} törésmutatójú lencse dioptriája illetve fókusztávolsága a következő:
{\displaystyle D={\frac {1}{f}}=\left(n-1\right)\left({\frac {1}{R_{1}}}+{\frac {1}{R_{2}}}\right)}.
Ha a lencse egyik oldala sík, akkor annak görbületi sugara végtelen, így a rá vonatkozó tag eltűnik az összegből. A konvex felületet pozitív, a konkáv felületet negatív előjelű görbületi sugárral kell számolni.  Azok a lencsék tekinthetők vékonynak, amiknek vastagsága a két felszín görbületi sugarához képest kicsi.
Az egymás mellé (illetve egymástól kis távolságra) elhelyezett lencsék törőereje összeadódik. A két elemből álló rendszer eredő törőképessége például:
{\displaystyle D=D_{1}+D_{2}}.

## Emberi szem
A jól látó szem törőereje távolra tekintéskor mintegy 60 dpt (gyújtótávolság 16 ⅔ mm). A törőerő két harmada a szaruhártya, harmada a szemlencse törőerejéből adódik. A szemnek vannak negatív törőerejű részei is.  A szem törőereje közelre nézéskor megnő. Ezt a változást alkalmazkodásnak, akkommodációnak nevezzük. Az alkalmazkodás az életkor növekedésével csökken. Gyerekeknél 15-20, 25 évesen 10, 50 éven túl 1 dioptria az alkalmazkodási tartomány.
A távollátás gyűjtőlencsével, a rövidlátás szórólencsével korrigálható. Minél nagyobb a lencse törőereje, annál nagyobb látáshibát tud javítani. A lencsék törőerejét a szemész negyed dioptria pontossággal tudja megállapítani.
Ökölszabály az olvasószemüveg erősségének becslésére:
A kényelmes olvasótávolság reciproka mínusz a legközelebbi, még élesen látott pont távolságának reciproka.
Például: kényelmes olvasótávolság 1/3 m = 3,0 dpt; minimális látótávolság: 1/2 m = 2,0 dpt; tehát az olvasószemüveg erőssége 3,0 dpt - 2,0 dpt = 1,0 dpt (gyűjtőlencse).

## Fordítás
- Ez a szócikk részben vagy egészben  a   Dioptre című angol Wikipédia-szócikk fordításán alapul.  Az eredeti cikk szerkesztőit annak laptörténete sorolja fel. Ez a jelzés csupán a megfogalmazás eredetét és a szerzői jogokat jelzi, nem szolgál a cikkben szereplő információk forrásmegjelöléseként.
- Ez a szócikk részben vagy egészben  a   Dioptrie című német Wikipédia-szócikk fordításán alapul.  Az eredeti cikk szerkesztőit annak laptörténete sorolja fel. Ez a jelzés csupán a megfogalmazás eredetét és a szerzői jogokat jelzi, nem szolgál a cikkben szereplő információk forrásmegjelöléseként.